# Гиршелун
Гиршелу́н (рос. Гыршелун) — село у складі Хілоцького району Забайкальського краю, Росія. Входить до складу Ліньово-Озерського сільського поселення.

## Населення
Населення — 794 особи (2010; 916 у 2002).
Національний склад (станом на 2002 рік):
- росіяни — 96 %